# Конфликт в Южном Таиланде
Конфликт в Южном Таиланде — продолжающийся вооружённый конфликт с участием ряда радикальных исламских организаций, выступающих за независимость провинций Яла, Паттани и Наратхиват от Таиланда, и создание или независимого исламского государства или вхождение провинций в состав Малайзии. Возник в 1948 году как этническое и религиозное сепаратистское восстание в историческом Малайском регионе Патани, состоящем из трёх самых южных провинций Таиланда и части четвёртой, но с начала 2000-х годов стал более сложным и все более ожесточённым из-за наркокартелей, сетей контрабанды нефти, а иногда и пиратских набегов.
Бывший султанат Паттани, в который входили южные провинции Таиланда — Паттани, Яла, Наратхиват (Менара), также известные как три Южные пограничные провинции, а также соседние части провинции Сонгкхла (Синггора) и северо—восточная часть Малайзии, был завоёван Королевством Сиам в 1785 году и с тех пор, за исключением Келантана, находится под управлением Таиланда.
Хотя сепаратистское насилие на низовом уровне имело место в регионе в течение десятилетий, ситуация обострилась после 2001 года, возобновившись в 2004 году, и время от времени распространялась на другие провинции. Инциденты, в которых обвиняют южных повстанцев, произошли в Бангкоке и Пхукете.
В июле 2005 года премьер-министр Таксин Чинават взял на себя широкие чрезвычайные полномочия по борьбе с насилием на юге, но мятеж ещё больше усилился. 19 сентября 2006 года военная хунта свергла Таксина Чинавата в результате государственного переворота. Хунта осуществила серьезный политический сдвиг, заменив прежний подход Таксина кампанией по завоеванию «сердец и умов» повстанцев. Несмотря на незначительный прогресс в сдерживании насилия, хунта заявила, что безопасность улучшается и что к 2008 году в регионе наступит мир. Однако к марту 2008 года число погибших превысило 3000 человек.
Во время возглавляемого демократами правительства Апхисита Ветчачивы министр иностранных дел Касит Пиромья отметил «чувство оптимизма» и сказал, что он уверен в установлении мира в регионе в 2010 году. Но к концу 2010 года насилие, связанное с повстанцами, увеличилось, что подрывает оптимизм правительства. Наконец, в марте 2011 года правительство признало, что насилие растёт и не может быть устранено за несколько месяцев.
Местные лидеры настойчиво требовали от Таиланда по крайней мере определенного уровня автономии для региона Патани, а некоторые сепаратистские повстанческие движения выдвинули ряд требований о проведении мирных переговоров. Однако эти группы были в значительной степени оттеснены на второй план Национальной революцией Барисана-Кординаси (BRN-C), группой, которая в настоящее время возглавляет повстанческое движение. Она не видит причин для переговоров и выступает против переговоров с другими повстанческими группировками. Непосредственная цель BRN-C состоит в том, чтобы сделать южный Таиланд неуправляемым, и она в значительной степени увенчалась успехом.
Оценки силы повстанческого движения сильно различаются. В 2004 году генерал Паллоп Пинмани утверждал, что в стране насчитывалось всего 500 закоренелых джихадистов. По другим оценкам, там насчитывается до 15 000 вооруженных повстанцев. Примерно в 2004 году некоторые тайские аналитики полагали, что иностранные исламские террористические группировки проникают в этот район и что туда ввозятся иностранные средства и оружие, хотя, опять же, такие заявления были уравновешены столь же большим количеством мнений, предполагающих, что это остается отчётливо локальным конфликтом.
Более 6500 человек погибли и почти 12 000 получили ранения в период с 2004 по 2015 год в ходе бывшего этнического сепаратистского мятежа, который в настоящее время был взят под контроль сторонниками жесткого джихада и столкнул их как с тайскоязычным буддийским меньшинством, так и с местными мусульманами, которые придерживаются умеренного подхода или поддерживают правительство Таиланда.

## Ход конфликта
- 16 июня 2006 года — в результате 50 взрывов на юге Таиланда погибли не менее 3-х человек[20].
- 31 августа 2006 года — на юге Таиланда одновременно взорвались более 20 бомб[21].
- 19 сентября 2006 года — взрывы в Хатъяй представляют собой новый этап террора на юге Таиланда[22].
- Взрывы в Бангкоке в канун Нового года — серия взрывов 31 декабря 2006 и 1 января 2007[23].
- Взрывы в Южном Таиланде — серия взрывов во время празднований китайского Нового года 18 и 19 февраля 2007.

## Потери
Согласно данным правительства, с 2004 года до конца 2012 года конфликт привел к как минимум 3 380 смертям, включая 2 316 гражданских лиц, 372 солдат, 278 полицейских, 250 подозреваемых повстанцев, 157 сотрудников сферы образования и семерых буддийских монахов. По данным газеты Patani Post, опубликованным в конце мая 2014 года, около 6 000 человек погибли в этом конфликте за последнее десятилетие. В январе 2016 года газета Bangkok Post сообщила о 6 543 погибших и 11 919 раненых с 2004 года до конца 2015 года, а также о 15 374 “инцидентах, связанных с восстанием” за этот период. С 2016 года до ноября 2017 года погибло еще 160 человек. Хотя восстание направлено против правительства, сил безопасности Таиланда и буддийских граждан, 60% жертв в период конфликта составляют мусульмане, большинство из которых были убиты повстанцами.
| Год  | Потери (Минимум) |
| ---- | ---------------- |
| 2004 | 625              |
| 2005 | 550              |
| 2006 | 780              |
| 2007 | 770              |
| 2009 | 310              |
| 2008 | 450              |
| 2011 | 535              |
| 2010 | 521              |
| 2012 | 326              |
| 2013 | 322              |